# Галуа (місячний кратер)
Кра́тер Галуа (лат. Galois) — гігантський стародавній метеоритний кратер (басейн) у південній півкулі зворотного боку Місяця. Назву присвоєно в честь французького математика, основоположника сучасної вищої алгебри Евариста Галуа (1811—1832) і затверджено Міжнародним астрономічним союзом у 1970 році. Утворення кратера відбулось у донектарському періоді.

## Опис кратера

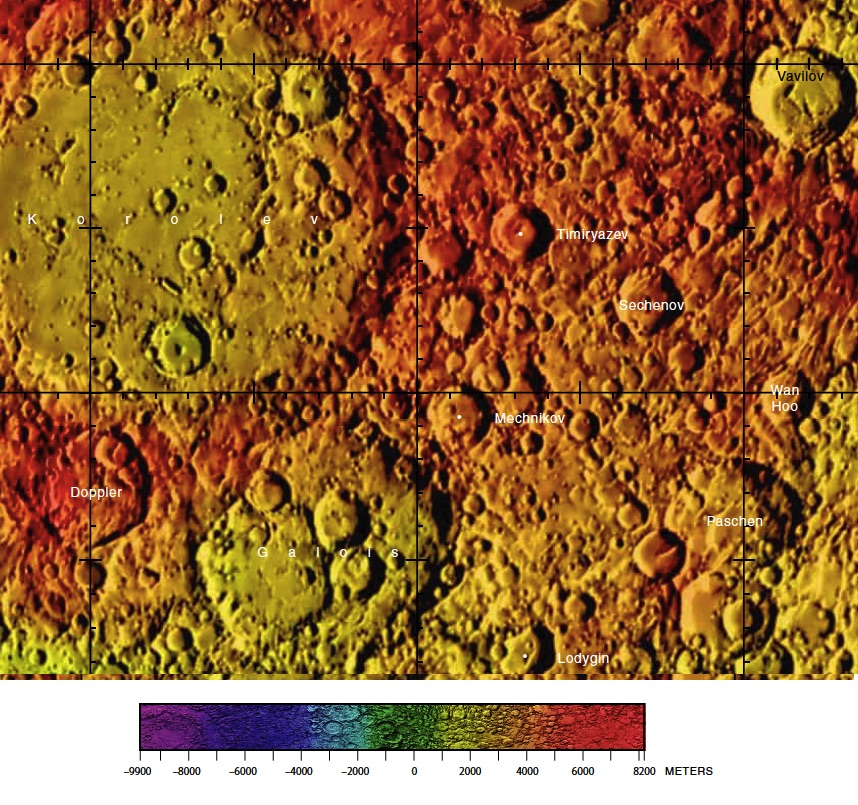
Околиці кратера Галуа. Фрагмент мапи зворотного боку Місяця

Найближчими сусідами кратера є: кратер Доплер на заході північному заході, кратер Корольов на півночі північному заході, кратер Мечников на півночі північному сході, кратер Пашен на сході, кратер Вільзінг на півдні і кратер Мохоровичич на заході південному заході. Селенографічні координати центру кратера 13°56′ пд. ш. 152°59′ зх. д. / 13.94° пд. ш. 152.99° зх. д., діаметр 232,0 км, глибина 3,1 км.
За час свого існування кратер зазнав значних руйнувань, вал кратера важко помітний, найпомітніша східна частина валу. Середнє підвищення валу 2040 м. Чаша кратера є порівняно рівною, поцяткована безліччю слідів імпактних подій з яких виділяються два великих сателітних кратери Галуа A і Галуа L у центрі чаші. Південно-західна частина чаші перекрита великим сателітним кратером Галуа Q. 
У північно-східній частині валу знаходиться невеликий безіменний кратер з високим альбедо, що є частиною системи яскравих променів. Система променів є особливо помітною у своїй північній частині, де вона перетинає чашу кратера Мечников.

## Сателітні кратери
| Галуа | Координати                                                  | Діаметр, км |
| ----- | ----------------------------------------------------------- | ----------- |
| A     | 13°31′ пд. ш. 152°28′ зх. д. / 13.52° пд. ш. 152.46° зх. д. | 52,9        |
| B     | 10°56′ пд. ш. 151°45′ зх. д. / 10.93° пд. ш. 151.75° зх. д. | 20,3        |
| С     | 11°58′ пд. ш. 150°30′ зх. д. / 11.97° пд. ш. 150.5° зх. д.  | 23,0        |
| F     | 13°28′ пд. ш. 146°25′ зх. д. / 13.46° пд. ш. 146.42° зх. д. | 13,6        |
| H     | 14°46′ пд. ш. 150°48′ зх. д. / 14.76° пд. ш. 150.8° зх. д.  | 17,6        |
| L     | 15°04′ пд. ш. 151°54′ зх. д. / 15.07° пд. ш. 151.9° зх. д.  | 49,1        |
| M     | 15°13′ пд. ш. 153°26′ зх. д. / 15.21° пд. ш. 153.44° зх. д. | 16,5        |
| Q     | 14°51′ пд. ш. 154°28′ зх. д. / 14.85° пд. ш. 154.46° зх. д. | 134,0       |
| S     | 14°20′ пд. ш. 155°09′ зх. д. / 14.34° пд. ш. 155.15° зх. д. | 18,8        |
| U     | 12°47′ пд. ш. 154°44′ зх. д. / 12.78° пд. ш. 154.73° зх. д. | 36,7        |

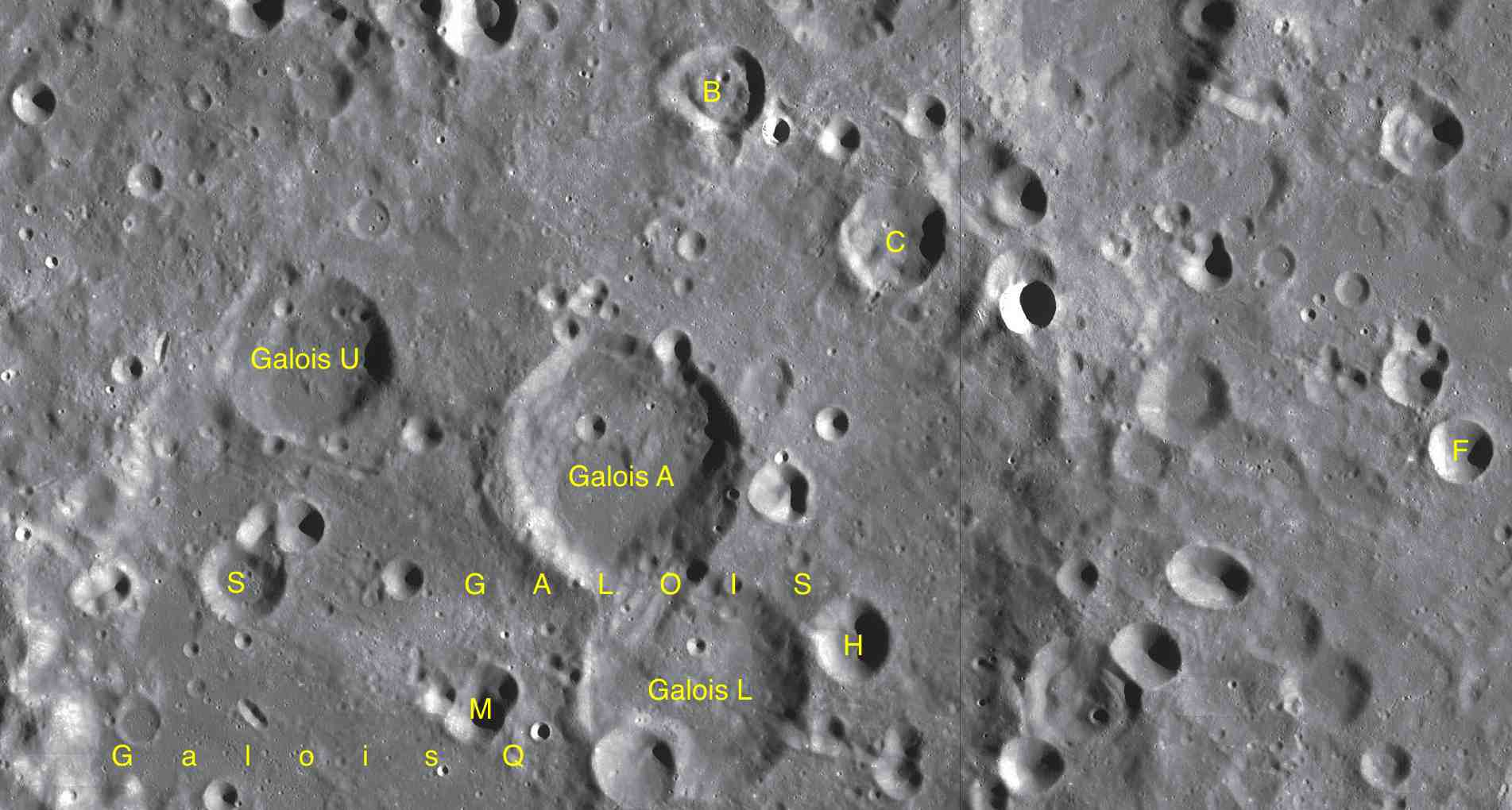
Фрагменти мап LAC-87, LAC-88.

- Утворення сателітних кратерів Галуа A, L і U відбулося у нектарському періоді[1].
- Утворення сателітного кратера Галуа Q відбулося у донектарському періоді[1].